# Вознесенка (Красногвардейский район)
Вознесенка — село Кинзельского сельсовета Красногвардейского района Оренбургской области.
Расположено на реке Малый Уран в 25 км к юго-западу от села Плешаново.

## История
Русские на землях настоящего Красногвардейского района начали заселяться с 1840 года. В начале большинство из них жили на хуторах, которые затем слились, образовав села: Кинзелька, Петропавловка, Вознесенка, Грачевка — (Михайлово-Архангельское), Яшкино — (Гаврило-Архангельское). Село Вознесенка Бузулукского уезда основано в 1862—1870 гг. (точной даты нет, первое упоминание в 1870 г. в Ревизских сказках) выходцами из Тамбовской, Курской, Орловской, Симбирской, Московской, Пензенской и других губерний. Большая часть истинно православные христиане, но были те которые не имели понятия об иконе Божьей. Состояло село из 42 дворов, насчитывало 320 человек, 168 человек женского пола и 152 человека мужского. Среди них — 77 ревизских душ. Крестьяне занимались хлебопашеством и скотоводством. При трёхпольном севообороте засевались: рожь, пшеница, овёс, ячмень, просо. В 1863 году построена Спасо-Вознесенская церковь.
Немцы-меннониты стали переселяться в Оренбургскую губернию в конце XIX века. В 1890 году меннонитские общины Гальбштадт и Гнаденфельд Бердянского уезда Таврической губернии купили в Бузулукском уезде у купца И. М. Плешанова и Ф. Ф. Красикова 20388 десятин земли по 34 рубля за десятину с расчетом до 1933 года. Эта земля была расположена из расчета от 40 до 80 десятин на каждое хозяйство (в зависимости от покупательской способности поселенцев), в Юрман-Табынской, Кузьминской волостях, с. Вознесенка.
Школа в селе Вознесенка была построена в 1902 году, тогда она была церковно-приходской. Детей обучал диакон. Первой учительницей в школе была М. Н. Мускатова.

## Достопримечательности
Гора Меркедоновка — комплексный ландшафтный памятник, возвышающаяся над Малым Ураном почти на 70 м в 4 км западнее села Вознесенка. Гора является приречным эрозионным останцом с обрывистым склоном в сторону реки. Северные и северо-западные склоны горы заросли дубом, вязом, липой, березой, осиной. Заслуживает внимания произрастание здесь терна колючего и бересклета бородавчатого. В обрывистом берегу обнажаются выходы красноцветных песчаников и конгломератов, а у подножия склона бьют небольшие родники.

## Население
| 2010 |
| ---- |
| 251  |